# Humbert de Maroilles
Pour les articles homonymes, voir Humbert.
Humbert de Maroilles (Mézières-sur-Oise vers 625 - Maroilles vers 681) fut le  premier  abbé de l'abbaye de Maroilles. Il est reconnu saint par l'Église catholique, et fêté le 25 mars.

## Biographie

Blason des "villages de Saint-Humbert".

Humbert naquit sans doute vers 625 à Mézières-sur-Oise dans une riche famille possédant des terres. D'après la tradition, il aurait été oblat dans un monastère à Laon dans l'idée de ses parents d'en faire plus tard un évêque. Après la mort de ceux-ci, il retourna administrer le domaine familial où il se complut. C'est après une rencontre avec saint Amand de Maastricht qu'il serait revenu à la vie monastique, en effectuant avec lui un pèlerinage à Rome qu'il l'aurait marqué et changé.  
Vers 650, l'abbaye de Maroilles fut fondée sur les rives de l'Helpe Mineure par Radobert, probablement un maire du palais apparenté aux pippinides, et Humbert en devint le premier abbé vers 652. Il effectua en 674 une donation à l'abbaye d'une propriété à Mézières-sur-Oise, et de ses vignobles, ce qui fait qu'il est aussi considéré comme cofondateur. 
Il décida de retourner à Rome d'où il revint avec des reliques des saints Pierre et Paul et une statuette de la Vierge Marie. Il mit l'abbaye sous sa protection avec le vocable de Notre-Dame des Affligés, rebaptisé Notre-Dame des Haies après la Révolution française, et il fit construire une chapelle en son honneur. 
En tant qu'évêque missionnaire, le pape Martin Ier lui confia la mission d'évangéliser « le pays des deux Helpes » du nom des deux rivières, l'Helpe Mineure, et l'Helpe Majeure, dont la source est en Belgique.     
Après avoir dirigé l'abbaye pendant une trentaine d'années, il mourut un 25 mars, entre 680 et 682, et son corps fut enterré dans la chapelle qu'il avait construite.

## Culte et récits hagiographiques

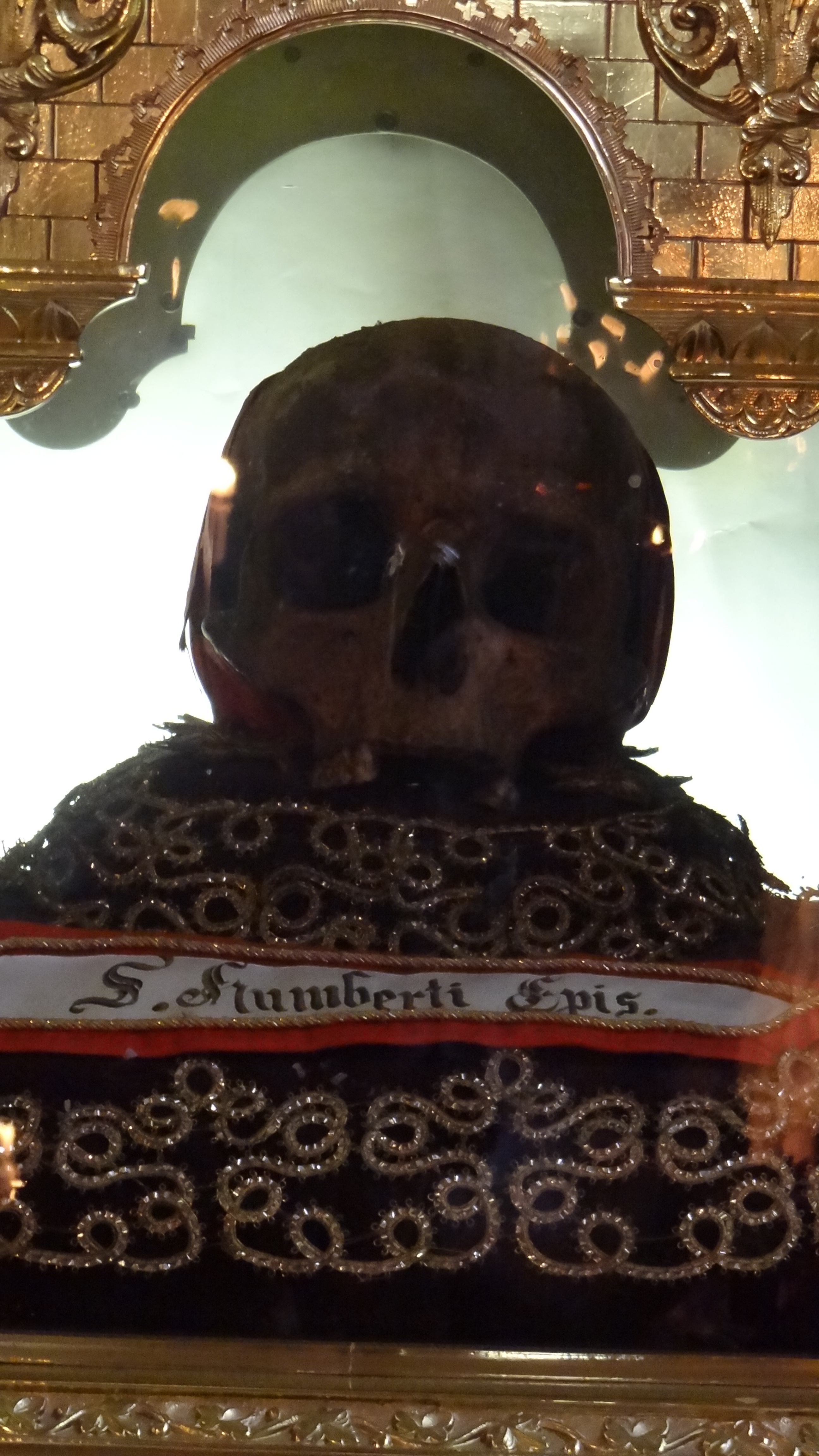
Relique du crane de saint Humbert.

Après avoir été fondée en tant qu'Eigenkloster, l'abbaye demeura quelque temps sous l'influence de la famille du fondateur, un acte de 750 en faisant encore état. Puis, au début du IXe siècle, Maroilles devint une abbaye royale. 
Le culte de « saint Humbert » est attesté de façon sûre à partir de 870 par sa mention dans un acte de Charles le Chauves. Un acte de Louis le Pieux, fils de Charlemagne, le qualifiait déjà de « saint » en l’an 818, mais ce texte est plutôt considéré comme un faux .
Au début du IXe siècle ses reliques furent translatées à l'abbaye à l'initiative de Rodinus, abbé à cette époque.
Parmi ses Vitae, récits hagiographiques de sa vie et ses œuvres, l'une des plus anciennes date des années 1030-1035, époque où l'abbaye fut prise en main par l'évêché de Cambrai. Selon l'historienne Anne-Marie Helvetius, il s'agirait d'une adaptation d'une version plus ancienne, de l'époque où l'abbaye était encore gérée par un collège de chanoines.
Ces deux récits relatent les mêmes hauts faits avec des variantes en fonction de ce que cherchent à prouver leurs auteurs.